# 無業社会
無業社会（むぎょうしゃかい）とは、無業である若者が増えている社会の形態を表す言葉。

## 概要
無業社会とされる社会においては、無業である若者が増えているわけであるが、これは無業となっている若者本人の原因ではなくて、若者が無業とならざるを得なくなっているという形に変化した社会の形態ということである。このことから無業社会においては若者は怠け者だとか、働かないなら食べるなだとか、わがままだとか言われているイメージとは異なっており、このような言葉が当てはまる無業の若者は少数の例となっているということである。無業社会においての若者というのは、就職を希望しているということが多い。そして現在無業となっている若者であっても、かつては正社員あるいは非正規雇用という形で働いていたものの割合が多く、そのなかでも長期間にわたって働いていたという者の割合も高く、働く意思のある若者であったということがわかる。